# 牛俊雁
牛俊雁（1962年1月—），男，汉族，山西大同人，生于内蒙古包头，中华人民共和国政治人物。

## 生平
1979年12月参加工作。1991年7月加入中国共产党，供职于内蒙古自治区包头市房管局。1997年4月，担任内蒙古自治区包头市住房资金管理中心主任、市房改办主任。1998年2月，担任包头市房产管理局副局长兼市住房资金管理中心主任、市房改办主任。2001年4月，担任包头市房管局党委书记、局长。2003年8月，担任内蒙古自治区包头市白云矿区委书记。2004年1月，担任内蒙古自治区包头市白云矿区委书记、人大常委会主任。2007年10月，担任内蒙古自治区包头市青山区委书记。2008年12月，担任包头市副市长、青山区委书记。
2013年1月，担任巴彦淖尔市委常委、副市长。2015年4月，担任内蒙古自治区发展和改革委员会副主任、自治区能源开发局局长、自治区铁路重点项目协调办公室主任。2015年11月，担任内蒙古自治区鄂尔多斯市委副书记。2016年1月，担任内蒙古自治区鄂尔多斯市委副书记兼市长。12月，升任鄂尔多斯市委书记。
2021年5月，任内蒙古自治区第十三届人民代表大会财政经济委员会副主任委员。